# بيتسي
بيتسي (بالإنجليزية: Betsy)‏ هي مغنية بريطانية، ولدت في 2000 في بيمبروكشاير في المملكة المتحدة.

## وصلات خارجية
- بيتسي على موقع ميوزك برينز (الإنجليزية)
- بيتسي على موقع ديسكوغز (الإنجليزية)